# Добромильська міська територіальна громада
Добромильська міська громада — територіальна громада в Україні, в Самбірському районі Львівської області. Адміністративний центр — місто Добромиль.
Площа громади — 299,3 км², населення — 20 054 мешканці (2020).

## Населені пункти
У складі громади 1 місто Добромиль, 1 селище Нижанковичі і 35 сіл:
- Библо
- Болозів
- Боневичі
- Боршевичі
- Велике
- Вілюничі
- Городисько
- Грабівниця
- Грушатичі
- Губичі
- Дешичі
- Дроздовичі
- Зоротовичі
- Княжпіль
- Комаровичі
- Конів
- Кропивник
- Мігово
- Міженець
- Нижня Вовча
- Нове Місто
- Пацьковичі
- Передільниця
- Підмостичі
- Поляна
- Посада-Новоміська
- П'ятниця
- Рожеве
- Саночани
- Солянуватка
- Стороневичі
- Тернава
- Товарна
- Трушевичі
- Чижки